# European Championships 2022/Teilnehmer (Athlete Refugee Team)
| Gelbes Symbol für Goldmedaillen mit stilisierten Olympischen Ringen | Graues Symbol für Silbermedaillen mit stilisierten Olympischen Ringen | Braundes Symbol für Bronzemedaillen mit stilisierten Olympischen Ringen |
| ------------------------------------------------------------------- | --------------------------------------------------------------------- | ----------------------------------------------------------------------- |
| —                                                                   | —                                                                     | —                                                                       |

Das Athlete Refugee Team (Flüchtlingsteam) nahm an den European Championships 2022 in München mit zwei Athleten teil.

## Teilnehmer nach Sportarten

### Leichtathletik
Laufen
| Athleten                      | Wettbewerb | Vorlauf | Vorlauf | Halbfinale | Halbfinale | Finale | Finale | Rang |
| Athleten                      | Wettbewerb | Zeit    | Rang    | Zeit       | Rang       | Zeit   | Rang   | Rang |
| ----------------------------- | ---------- | ------- | ------- | ---------- | ---------- | ------ | ------ | ---- |
| Männer                        |            |         |         |            |            |        |        |      |
| Jamal Abdelmaji Eisa Mohammed | 10.000 m   | —       | —       | —          | —          | DNF    | DNF    | DNF  |
| Tachlowini Gabriyesos         | Marathon   | —       | —       | —          | —          | DNF    | DNF    | DNF  |